# یوخنایچیه
یوخنایچیه (به لاتین: Juchnajcie) یک روستا در لهستان است که در گمینا گووداپ واقع شده‌است.